# 神埼市立神埼小学校
神埼市立神埼小学校（かんざきしりつ かんざきしょうがっこう）は、佐賀県神埼市神埼町枝ヶ里にある市立の小学校。

## 概要
歴史
1874年（明治7年）創立。数回の改組・改称を経て、現校名になったのは2006年（平成18年）。2024年（令和6年）に創立150周年を迎えた。
校章
中央に校名の頭文字「神」を配している。
校歌
作曲は伊藤英一による。
校区
神埼市神埼町のうち「神埼、枝ヶ里、西小津ヶ里、永歌、本堀、田道ヶ里、鶴の一部(3318～3546番地・3550～4018番地内)」。中学校区は神埼市立神埼中学校。

## 沿革
- 1874年（明治7年）2月 - 学制の頒布により、「神埼小学校」が創立。神埼宿127番地に校舎を新設。
- 1881年（明治14年）5月 - 中等小学校科の教授を開始し、「公立中等神埼小学校」に改称。
- 1886年（明治19年） - 小学校令により、尋常科（4年制）を設置の上、「尋常神埼小学校」に改称。
- 1889年（明治22年）4月 - 五ヶ村[2]組合立神埼高等小学校が併置される。
- 1892年（明治25年）- 「神埼尋常小学校」に改称。
- 1893年（明治26年）- 神埼村が町制を施行し、神埼町となる。
- 1907年（明治40年）4月 - 校地を現在地に定める。
- 1908年（明治41年）4月 - 高等科（2年制）を併置の上、「神埼尋常高等小学校」に改称。
  - 改正小学校令により、尋常科が4年制から6年制に、高等科が4年制から2～3年制に変更となった。
  - 神埼町外四ヶ町村組合立高等小学校が廃止される。
- 1909年（明治42年）- 校舎1棟を改築。
- 1913年（大正2年）- 校舎3棟を増築。
- 1929年（昭和4年）- 校舎1棟を増築。
- 1936年（昭和11年）- 講堂と特別教室が完成。
- 1941年（昭和16年）4月1日 - 国民学校令の施行により、「神埼町国民学校」に改称。尋常科を初等科に改める。
- 1947年（昭和22年）4月1日 - 学制改革が行われる。
  - 国民学校初等科が新制小学校「神埼町立神埼小学校」に改組・改称。
  - 国民学校高等科が青年学校普通科とともに、新制中学校「神埼町立神埼中学校」に改組。
- 1963年（昭和38年）- 校旗を制定。
- 1964年（昭和39年）6月 - 南側校舎を改築（鉄筋コンクリート造2階建て14教室）。
- 1965年（昭和40年）1月 - 制服を制定。
- 1966年（昭和41年）5月 - 岩石園、観察池が完成。
- 1969年（昭和44年）10月 - 交通安全コーナーが完成。
- 1974年（昭和49年）6月 - 鉄筋コンクリート造3階建て北校舎が完成。
- 1975年（昭和50年）2月 - 飼育舎が完成。
- 1978年（昭和53年）10月 - 副食給食を開始。
- 1980年（昭和55年）12月 - プールが完成。
- 1981年（昭和56年）10月 - 運動場東側に親子築山が完成。
- 1991年（平成3年）3月 - 南校舎の改築工事が完了。
- 1992年（平成4年）2月 - 北校舎西側の改造工事が完了。
- 1993年（平成5年）3月 - 北校舎東側の改造工事が完了。
- 1994年（平成6年）3月 - 講堂を改築。南校門を設置。
- 1997年（平成9年）12月 - 総合遊具が完成。
- 1998年（平成10年）3月 - パソコン教室を設置。
- 2006年（平成18年）
  - 3月20日 -  町村合併により、「神埼市立神埼小学校」（現校名）に改称。
  - 9月 - 台風でセンダンの木が折れる。
- 2010年（平成20年）2月 - 校門「学思の門」が完成。
- 2024年（令和6年） 3月 - 校舎内全てのトイレ改装。
  - 11月16日 - 150周年記念事業で、講堂の入り口付近に石碑を設立。

## 交通
最寄りの鉄道駅
- JR九州 長崎本線「神埼駅」

最寄りの幹線道路
- 国道385号
- 国道34号「神埼橋東」交差点
- 佐賀県道48号佐賀外環状線

## 周辺
- JAさが神埼営農経済センター